# 阎守庆
阎守庆（1920年—1996年），男，山西平遥人，中华人民共和国军事人物，曾任中国人民解放军成都军区副司令员。